# Distrito de Betafo
Betafo es un distrito de la región de Vakinankaratra, en Madagascar. Según el censo de 2018, tiene una población de 318 576 habitantes.
Está ubicado en el centro de la isla, a poca distancia al suroeste de la capital nacional, Antananarivo.